# Gh. Gheorghe Marinescu
Gh. Gheorghe Marinescu, romunski general, * 1893, † 1966.